# Ana Kozić
Ana Kozić (Bjelovar, 1989.), hrvatska sportašica, dvostruka juniorska državna prvakinja u taekwondo-u.
Ana Kozić rođena je u Bjelovaru. Trenira taekwondo od svoje pete godine. Članica je taekwondo kluba Trnje iz Zagreba. 
Ima crni pojas - treći dan. 

## Sportski uspjesi
Dvostruka je prvakinja Hrvatske u kategoriji do 63 kg, juniorke. Na Europskom prvenstvu, osvojila je treće mjesto, a na svjetskom prvenstvu u Azerbajdžanu četvrto. 
Nastupila je na natjecanjima u Nizozemskoj, Njemačkoj, Belgiji, Bosni i Hercegovini i Hrvatskoj.